# 埃斯佩兰萨圣母村 (坎普马约尔)
埃斯佩兰萨圣母村是葡萄牙波塔莱格雷区的一个堂区。总面积105.17平方公里，总人口3788人，人口密度36人/平方公里。